# Ricardo Álamo
Ricardo Álamo (né Nelson Ricardo Álamo Flores le 10 décembre 1970 à Caracas au Venezuela), est un acteur et mannequin vénézuélien. Il est connu pour ses rôles de protagoniste dans de nombreuses telenovelas à RCTV et Venevisión.

## Biographie
Il a une relation avec l'actrice Marjorie de Sousa de 2004 à 2006.

## Carrière
Depuis 2014, il travaille en tant que producteur d'une série intitulée Escandalos qui se tourne entre Venezuela et les  États-Unis.

## Filmographie

### Telenovelas
- 1992 : La loba herida (Marte TV) : Carlos « Carlitos » Sulbarán (jeune)
- 1993 : Sirena (Marte TV) : jeune
- 1994 : Cruz de nadie (Marte TV) : jeune
- 1997 : Maria de los Ángeles (RCTV) : Rogelio Vargas
- 1998 : Niña mimada (RCTV) : José « Cheo » Mogollon
- 1998 :  Reina de Corazones (RCTV) : Jean Paul
- 1999 : Luisa Fernanda (RCTV) : Miguel Enrique
- 2000 : Mis tres hermanas (RCTV) : Santiago Ortega Díaz (Protagoniste)
- 2002 : Juana la virgen (RCTV) : Mauricio de la Vega (Protagoniste)
- 2003 : Rebeca (Venevisión Internacional) : Eduardo Montalbán (Protagoniste)
- 2004 : Amor del bueno (Venevision Internacional) : Bernardo (Protagoniste)
- 2005 : Ser bonita no basta (RCTV) : Alejandro Mendoza (Protagoniste)
- 2006 : El desprecio (RCTV) : Raúl Velandró (Protagoniste)
- 2007-2008 : Toda una Dama (RCTV) : Miguel Reyes (Protagoniste)
- 2010-2011 : La mujer perfecta (Venevisión) : Santiago Reverón (Protagoniste)
- 2012 : Válgame Dios (Venevisión) : José Alberto Gamboa (Antagoniste)
- 2013 : De todas maneras Rosa (Venevisión) : Leonardo Alfonso Macho-Vergara Estévez (Protagoniste)